# Mikroregion Lagos

Mikroregion Lagos

Mikroregion Lagos – mikroregion w brazylijskim stanie Rio de Janeiro należący do mezoregionu Baixadas. Ma powierzchnię 2.016,8 km².

## Gminy
- Araruama
- Armação dos Búzios
- Arraial do Cabo
- Cabo Frio
- Iguaba Grande
- São Pedro da Aldeia
- Saquarema